# Вакф
Вакф, вакуф, вакиф (від араб. وقف, множ. араб. أوقاف, аукаф, вакф, уакф «утримування»; тур. vakıf вакиф) — у країнах ісламу, в тому числі у Османській імперії та Кримському ханстві земля чи інші джерела прибутку, які після смерті заповідача передавалися з побожною метою на доброчинні справи.
Вакуфом була нерухомість (насамперед земля), дохід з якої ішов на утримання:
1. мечетей, мусульманських шкіл — вакуф-шер, або вакуф духовний);
2. громадських інституцій — вакуф-адат, тобто вакуф звичаєвий.

Згідно з нормами шаріату, така нерухомість не підлягала відчуженню і оподаткуванню.
У Криму вакуф існував з XV століття, охоплюючи за часів розквіту ханства близько 100 тисяч десятин землі. Контроль за використанням вакуфу здійснював муфтій Криму. Вже за Російської імперії в Криму вакуф був скасований царською адміністрацією (1890). Відновити вакуф намагався мусульманський виконавчий комітет Курултаю в 1917 році.